# William Forsyth (botanico)
William Forsyth (Oldmeldrum, 1737 – Londra, 25 luglio 1804) è stato un botanico scozzese.

## Biografia
William Forsyth, figlio di John Forsyth, si trasferì a Londra dalla Scozia all'età di 25 anni e lavorò come giardiniere presso il parco della Syon House, che l'architetto di giardini Lancelot Capability Brown aveva realizzato per il duca di Northumberland.
Nel 1763 Forsyth andò a Chelsea per proseguire la sua formazione sotto il direttore del Chelsea Physic Garden, Philip Miller. Dopo la morte di Miller divenne egli stesso (1770/71) direttore di questo giardino tradizionale, il secondo più antico Giardino botanico del Regno Unito. Egli impiantò nuove culture, fu responsabile degli scambi internazionali di semi e piante e assistette numerosi raccoglitori di piante, che in America o in Asia cercavano nuove colture per giardini. Nel 1774 costruì il primo grosso giardino roccioso britannico. Per questo furono messe a sua disposizione 40 tonnellate di calcare e di selce dalla Torre di Londra come rocce laviche, che Sir Joseph Banks aveva portato con sé due anni prima dall'Islanda.
Nel 1779 divenne capo dei giardini reali di St. James e di Kensington Palace e nel 1784 fu nominato direttore generale di questi giardini da re Giorgio III. Poco prima egli aveva iniziato a sperimentare chiusure di ferite per alberi lesionati e infestate da funghi. Egli tenne segreta la ricetta ottenuta. Poiché la Gran Bretagna si trovava in guerra contro la Francia e il prezioso legno di quercia inglese era importante per la guerra, egli ottenne, appena pubblicata la composizione della sua Forsyth’s Plaister un onorario di 1500 sterline dal Governo britannico e un encomio. 
La miscela consisteva in sterco, urina, ceneri di legno, sabbia e polvere di calcare.
Thomas Andrew Knight incolpò Forsyth di truffa, una controversia, che ancora nel 1804 gettava un'ombra sulla fondazione della Horticultural Society of London (da 1856 Royal Horticultural Society), un'associazione cui diede vita Forsyth insieme ai suoi amici e colleghi William Aiton, Sir Joseph Banks, James Dickson (1738–1822), Charles Francis Greville (1749–1809), Richard Anthony Salisbury e John Wedgwood (1766–1844).

## Opere
Forsyth pubblicò libri sulle malattie delle piante e sulla potatura.
- (EN)  William Forsyth: Observation on the diseases, defects, and injuries in all kinds of Fruit and Forest Trees. London, 1791.
- (EN)  William Forsyth: A Treatise on the culture and management of Fruit-Trees. London, 1802.

## Tassonomia
Il genere Forsythia fu così denominato da Martin Vahl in onore di William Forsyth. 
Forsyth non ha mai visto l'arbusto cinese. Egli morì 40 anni prima che Robert Fortune portasse in Europa il primo esemplare vivente.

## Fonti
- (EN)  Biografia